# Daniel Kajmakoski
Daniel Kajmakoski (in macedone Даниел Кајмакоски?; Struga, 17 ottobre 1983) è un cantautore macedone vincitore della prima edizione di X Factor Adria e rappresentante della Macedonia all'Eurovision Song Contest 2015, svoltosi a Vienna.

## Biografia
Daniel Kajmakoski nasce a Struga, nel sud della Macedonia, nell'Ottobre 1983. All'età di 7 anni si trasferisce a Vienna insieme ai suoi genitori e ai suoi due fratelli Dalibor e Filip. Già dall'età di 17 anni ha cominciato a scrivere canzoni, alcune delle quali hanno riscosso un discreto successo in Macedonia. Il vero successo per lui è arrivato con la vittoria della prima edizione di X Factor Adria, la versione pan-slava del talent-show, nel 2014. Nello stesso anno vince lo Skopje Festival e ciò gli permette di rappresentare il proprio paese all'Eurovision Song Contest 2015, a Vienna.

## Eurovision Song Contest
Dopo aver vinto la selezione nazionale con la canzone "Lisja Esenski", a marzo cambia il titolo e la lingua stessa del brano. All'ESC 2015 canta "Autumn Leaves",versione inglese di "Lisja Esenski". Si esibisce nella prima semifinale, ma non riesce a raggiungere la finale, arrivando quindicesimo, quindi penultimo, con 28 punti. Ciò rappresenta il secondo peggior piazzamento di sempre del paese jugoslavo nella manifestazione (il peggiore risale all'edizione del 2013 con Esma e Lozano che arrivarono sedicesimi sempre con 28 punti).